# 廃アルカリ
廃アルカリ（はいアルカリ、英: Waste alkali）は、水溶液状廃棄物のうちアルカリ性のものを指す。

## 法令上の定義
日本の廃棄物処理法上はpH7.0より高いものと定義されており、一般に塩基と認識されないものも含むことがある。このうち、産業廃棄物として排出されるpH12.5以上の廃アルカリは、廃棄物の処理及び清掃に関する法律施行令第2条の４第3号により特別管理産業廃棄物に分類される。シアン化物やヒ素、六価クロムなどを含むものは、特定有害産業廃棄物として取り扱われる。油状の液体は廃油、泥状の物体は汚泥として扱われる。毒物及び劇物取締法に該当する成分を含んでいても、同法の規制は受けない。たとえば水酸化ナトリウムを5%以上含む製剤は劇物であるが、水酸化ナトリウムを5%以上含む廃液は劇物に該当しない。廃棄物処理法で定める廃酸・廃アルカリと、水質汚濁防止法で定める廃水との間に明確な区別はない。

## 廃アルカリの分類と排出源
水酸化ナトリウムが代表的で、紙パルプ・レーヨン・石鹸・アルミナなどの製造、イオン交換膜排水、清掃工場の中和処理廃液など、排出源は多岐にわたる。コークス炉や化学工業廃液として生じる廃アンモニア、写真現像廃液も廃アルカリに該当する。

## 処理およびリサイクル
- アルミニウムのエッチング処理には水酸化ナトリウム溶液が使用される。処理により溶液中にアルミン酸ナトリウム（Na3Al(OH)6）が蓄積し、能力が低下する。この廃液を濃縮し、水酸化アルミニウムを加えて加温攪拌すると、アルミン酸ナトリウムは水酸化ナトリウムと水酸化アルミニウムに分解する。この水酸化ナトリウムは再びエッチング液として使用される。[6]。
- バガスからパルプの製造や、ナイロンの原料であるシクロヘキサノンの製造では有機物を含む水酸化ナトリウム廃液が生じる。この廃液は濃縮・焼却して有機物を除去するが、その際生じた炭酸ナトリウムは水酸化カルシウムと反応させて苛性化し、水酸化ナトリウムに戻して再使用する[7]。
- 有機物を含む廃アルカリは、酸化チタン(IV)やジルコニアを触媒とした湿式酸化法で分解される。アンモニアから窒素に、硫黄化合物からは硫酸にまで酸化させることができ、反応熱を回収することができる。この方法はシアン廃液や廃酸にも用いられる[8]。